# Pallacanestro femminile ai XVII Giochi panamericani
Il Campionato femminile di pallacanestro ai XVII Giochi panamericani si è svolto dal 16 al 20 luglio a Toronto, in Canada, durante i XVII Giochi panamericani. Gli incontri si sono disputati al "Ryerson Athletic Centre" di Toronto. Campione uscente era la nazionale di Porto Rico, che nel 2011 in Messico si impose in finale sui padroni di casa.
A vincere è stata la squadra di casa; la nazionale canadese ha vinto per la prima volta il titolo di campione panamericano, dopo aver ottenuto un argento nell'ultima edizione "casalinga" dei Giochi, a Winnipeg nel 1999.

## Squadre partecipanti
- Argentina
- Brasile
- Canada
- Cuba
- Porto Rico
- Rep. Dominicana
- Stati Uniti
- Venezuela

## Prima fase

### Girone A

#### Classifica
| Squadra         | G | V | P | PF  | PS  | DP  | P.ti |
| --------------- | - | - | - | --- | --- | --- | ---- |
| Stati Uniti     | 3 | 3 | 0 | 262 | 201 | +61 | 6    |
| Brasile         | 3 | 2 | 1 | 204 | 186 | +18 | 5    |
| Porto Rico      | 3 | 1 | 2 | 210 | 209 | +1  | 4    |
| Rep. Dominicana | 3 | 0 | 3 | 163 | 243 | -80 | 0    |

#### Risultati
| Arbitri: | Juan Fernández Omar Mariscal Carol García Ferro |

|            |       |           |
| Cortijo 15 | Punti | 21 Guzmán |

| Arbitri: | Michael Weiland Fabricio Vito Dayana Oliveros |

|            |       |             |
| Stewart 26 | Punti | 18 Patrícia |

| Arbitri: | Juan Fernández Roberto Fernández Díaz Judith Hodelin Mendoza |

|            |       |              |
| Cortijo 20 | Punti | 15 Jaqueline |

| Arbitri: | Matthew Kallio Daniel García Dayana Oliveros |

|           |       |            |
| Guzmán 14 | Punti | 16 Stewart |

| Arbitri: | Michael Weiland Matthew Kallio Carol Garcia Ferro |

|                       |       |           |
| Gilmara, Jaqueline 17 | Punti | 17 Monsac |

| Arbitri: | Fabricio Vito Omar Mariscal Daniel Garcia |

|            |       |            |
| Stewart 24 | Punti | 24 Cortijo |

### Girone B

#### Classifica
| Squadra   | G | V | P | PF  | PS  | DP  | P.ti |
| --------- | - | - | - | --- | --- | --- | ---- |
| Canada    | 3 | 3 | 0 | 245 | 164 | +81 | 6    |
| Cuba      | 3 | 2 | 1 | 209 | 188 | +21 | 5    |
| Argentina | 3 | 1 | 2 | 200 | 209 | -9  | 4    |
| Venezuela | 3 | 0 | 3 | 168 | 261 | 0   | 3    |

#### Risultati
| Arbitri: | Cristiano Maranho Gina Cross Karol Quiñonez Vivallo |

|           |       |             |
| Amargo 17 | Punti | 15 González |

| Arbitri: | Robinson Aracena Vásquez Jesed Díaz Bloncourt Dayana Oliveros |

|           |       |          |
| Murphy 15 | Punti | 13 Silva |

| Arbitri: | Reynaldo Mercedes Carol García Ferro Karol Quiñones Vivallo |

|          |       |           |
| Silva 22 | Punti | 18 Amargo |

| Arbitri: | Hector Sanchez Fabiano Huber Jennifer Joseph Hackett |

|                            |       |                 |
| Boquete, Gretter, Thomas 8 | Punti | 12 Ayim, Tatham |

| Arbitri: | Luis Vazquez Karol Quiñones Vivallo Jennifer Joseph Hackett |

|            |       |          |
| Boquete 18 | Punti | 20 Silva |

| Arbitri: | Robinson Aracena Vasquez Gina Cross Fabiano Huber |

|            |       |          |
| Achonwa 15 | Punti | 18 Gelis |

## Fase finale
|  | Semifinali  | Semifinali  | Semifinali |        |             | Finale          | Finale          | Finale          |  |
|  |             |             |            |        |             |                 |                 |                 |  |
|  | Stati Uniti | Stati Uniti | 65         |        |             |                 |                 |                 |  |
|  | Stati Uniti | Stati Uniti | 65         |        |             |                 |                 |                 |  |
|  | Cuba        | Cuba        | 64         |        |             |                 |                 |                 |  |
|  | Cuba        | Cuba        | 64         |        | Stati Uniti | Stati Uniti     | 73              |                 |  |
|  |             |             |            |        | Stati Uniti | Stati Uniti     | 73              |                 |  |
|  |             |             | Canada     | Canada | 81          |                 |                 |                 |  |
|  | Canada      | Canada      | Canada     | Canada | 81          | 91              |                 |                 |  |
|  | Canada      | Canada      |            |        |             | 91              |                 |                 |  |
|  | Brasile     | Brasile     | 63         |        |             | Finale 3º posto | Finale 3º posto | Finale 3º posto |  |
|  | Brasile     | Brasile     | 63         |        |             |                 |                 |                 |  |
|  |             |             |            |        |             |                 |                 |                 |  |
|  |             |             |            |        |             | Cuba            | Cuba            | 66              |  |
|  |             |             |            |        |             | Cuba            | Cuba            | 66              |  |
|  |             |             |            |        |             | Brasile         | Brasile         | 62              |  |

### Finale 7º posto
| Arbitri: | Judith Hodelin Mendoza Fabiano Huber Jennifer Joseph Hackett |

|           |       |          |
| Monsac 13 | Punti | 31 Silva |

### Finale 5º posto
| Arbitri: | Hector Sanchez Matthew Kallio Karol Quiñones Vivallo |

|            |       |         |
| Delgado 19 | Punti | 18 Vega |

### Semifinali
| Arbitri: | Fabricio Vito Juan Fernandez Roberto Diaz Fernandez |

|                     |       |                               |
| Casanova, Noblet 15 | Punti | 16 Harper 15 Walker-Kimbrough |

| Arbitri: | Reinaldo Mercedes Jesed Diaz Bloncourt Gabriela Schaer Arraya |

|           |       |                   |
| Fields 15 | Punti | 16 Isabela Ramona |

### Finale 3º posto
| Arbitri: | Luis Vasquez Juan Fernandez Matthew Kallio |

|                       |       |          |
| Casanova 18 Noblet 16 | Punti | 16 Tainá |

### Finale 1º posto
| Arbitri: | Robinson Aracena Vasquez Daniel Garcia Omar Mariscal |

|                     |       |                      |
| Nurse 33 Achonwa 13 | Punti | 17 Stewart 16 Harper |

## Classifica finale
| Pos. | Squadra         | Formazione |
| ---- | --------------- | --- |
|      | Canada          | Canada4 Langlois, 5 Nurse, 6 Thorburn, 7 Raincock-Ekunwe, 8 Smith, 9 Ayim, 10 Fields, 11 Achonwa, 12 Murphy, 13 Tatham, 14 K. Plouffe, 15 M. Plouffe, All. Lisa Thomaidis           |
|      | Stati Uniti     | Stati Uniti4 Jefferson, 5 Mitchell, 6 Harper, 7 Plum, 8 Coyer, 9 Walker-Kimbrough, 10 Stewart, 11 Williams, 12 Mavunga, 13 Reimer, 14 Brunner, 15 Coates, All. Lisa Bluder          |
|      | Cuba            | Cuba4 Ochoa, 5 Casanova, 6 Galindo, 7 Gelis, 8 Romero, 9 Amargo, 10 Povea, 11 Cepeda, 12 Noblet, 13 Atíes, 14 Oquendo, 15 Ávila, All. Alberto Zabala                                |
| 4.   | Brasile         | Brasile4 Iza Sangalli, 5 Débora, 6 Tássia, 7 Patty, 8 Tainá, 9 Jaqueline, 10 Gil, 11 Cacá, 12 Karina, 13 Fabi, 14 Ramona, 15 Kelly, All. Luiz Zanon                                 |
| 5.   | Argentina       | Argentina4 Rosset, 5 Santana, 6 Reggiardo, 7 Cabrera, 8 Boquete, 9 Fiorotto, 10 Burani, 11 Gretter, 12 Pavón, 13 González, 14 Thomas, 15 Vega, All. Cristian Santander              |
| 6.   | Porto Rico      | Porto Rico5 Delgado, 6 Sepúlveda, 7 Bermúdez, 8 Cortijo, 9 Gibson, 10 Meléndez, 11 García, 13 Díaz, 14 Plácido, 15 Vargas, 21 Roma, 23 Del Rosario, 32 Martínez, All. Jerry Batista |
| 7.   | Venezuela       | Venezuela4 Landaeta, 5 Silva, 6 Corrales, 7 García, 8 Márquez, 9 Wallen, 10 Ortega, 11 Durán, 12 Blanco, 13 Gárate, 14 Pérez, 15 Polanco, All. Óscar Silva                          |
| 8.   | Rep. Dominicana | Rep. Dominicana4 Guzmán, 5 Zapata, 6 Estrella, 7 Paniagua, 8 Abreu, 9 Evangelista, 10 Beltré, 11 Soto, 12 Rodríguez, 13 Peguero, 14 Andujar, 15 Monsac, All. Ariel Portuondo        |